# Čileanska nogometna reprezentacija
Čileanska nogometna reprezentacija je nacionalni nogometni sastav Čilea, pod vodstvom Federación de Fútbol de Chile (šp. za „Čileanski nogometni savez”) koji je osnovan 1895. godine. Prvu utakmicu reprezentacija je odigrala u Buenos Airesu protiv Argentine (poraz 3:1) 1910. godine.
Čile je punopravni član CONMEBOL-a i FIFA-e – kontinentalnih i međunarodnih nogometnih saveza te nosi Fifin kod – CHI. Službeni domaći stadion je Estadio Nacional de Chile u Santiagu.
Reprezentacija je dosad nastupala na osam svjetskih prvenstava, od čega je završetkom Svjetskog prvenstva u Južnoj Africi, Čile ostvario najveći rang na službenoj Elo ljestici u povijesti – 7. mjesto. Također, Čile je 1962. godine bio domaćin Svjetskoga prvenstva na kojem je osvojio broncu, pobijedivši u borbi za treće mjesto reprezentaciju Jugoslavije.
Od ostalih važnijih trofeja, Čile je osvojio dvije bronce i srebro na Panameričkim igrama (1951., 1963. i 1987.). Mlada reprezentacija igrala je u dvije završnice pred-olimpijskih turnira, a osvojila je i broncu na Olimpijskim igrama u Sydneyju 2000. godine.
Najvećim reprezentativnim pobjedama smatraju se utakmice protiv Venezuele (29. kolovoza 1979.) i Armenije (1. travnja 1997.). U obje utakmice Čile je deklasirao protivnika s visokih 7:0.

## Povijest
Čilanski nogometni savez Federación de Fútbol de Chile je drugi najstariji južnoamerički nogometni savez osnovan u gradu Valparaiso 19. lipnja 1895. godine.
Čile je zajedno uz Brazil, Argentinu i Urugvaj osnivač kontinentalnog nogometnog saveza CONMEBOL, te su te reprezentacije bile prve koje su se natjecale na prvom Južnoameričkom prvenstvu koje je 1916. preimenovano u Copa América.
Reprezentacija ima više nadimaka a najpoznatiji su: La Roja i El Equipo de Todos.

## Sudjelovanja na SP
Čile je dosad nastupio na 9 svjetskih nogometnih prvenstava te je bio jedna od prvih 13 reprezentacija koje su nastupile na prvom Svjetskom prvenstvu u Urugvaju 1930. Na tom turniru Čile je odigrao dobro, pobijedivši Meksiko i Francusku bez primljenog pogotka. Porazom od Argentine od 3:1, reprezentacija se plasirala na drugo mjesto u skupini te je zbog toga eliminirana iz daljnjeg natjecanja.
Na Svjetskom prvenstvu u Brazilu 1950. godine, Čile je s visokih 5:2 pobijedio SAD, ali je svejedno eliminiran već u skupini. Zemlja je bila domaćin Svjetskom prvenstvu 1962. na kojem je osvojena broncu. Nakon polufinalnog poraza od Brazila (4:2), reprezentacija u utakmici za treće mjesto pobjeđuje Jugoslaviju (1:0). To je za La Roju najveći uspjeh u povijesti nastupanja na Mundijalu.
Na posljednja dva Mundijala na kojima je reprezentacija nastupala (SP 1998. i SP 2010.) La Roja je poražena u osmini finala protiv Brazila velikim rezultatima (4:1; 3:0).
Zanimljivo je da je u povijesti Svjetskih prvenstava u nogometu, čileanski reprezentativac Guillermo Subiabre bio prvi koji je promašio kazneni udarac (SP 1930; protiv Francuske), dok je Carlos Caszely postao prvi igrač koji je isključen zbog crvenog kartona (SP 1974; protiv Zapadne Njemačke).
| Natjecanje | Utakmica | Pob. | Ner. | Izg. | Po.G. | Pr.G. |
| ---------- | -------- | ---- | ---- | ---- | ----- | ----- |
| 1930.      | 3        | 2    | 0    | 1    | 5     | 3     |
| 1950.      | 3        | 1    | 0    | 2    | 5     | 6     |
| 1962.      | 6        | 4    | 0    | 2    | 10    | 8     |
| 1966.      | 3        | 0    | 1    | 2    | 2     | 5     |
| 1974.      | 3        | 0    | 2    | 1    | 1     | 2     |
| 1982.      | 3        | 0    | 0    | 3    | 3     | 8     |
| 1998.      | 4        | 0    | 3    | 1    | 5     | 8     |
| 2010.      | 4        | 2    | 0    | 2    | 3     | 5     |
| 2014.      | 4        | 2    | 1    | 1    | 6     | 4     |
| Total      | 33       | 11   | 7    | 15   | 40    | 49    |

### SP 1930.
Na prvom Svjetskom prvenstvu održanom 1930. u Urugvaju, Čile je bio jedna od 13 reprezentacija koje su bile pozvane da sudjeluju na turniru. Čile je na Mundijalu vodio mladi mađarski izbornik György Orth. Reprezentacija je ždrijebom smještena u skupinu 1 zajedno s Francuskom, Meksikom i Argentinom. Unatoč pobjedama nad Meksikom i Francuskom (3:0, 1:0), Čile se nije plasirao u daljnju fazu natjecanja jer je zbog argentinskog poraza od 3:1 samo pobjednik skupine mogao ići dalje, a to je bila Argentina.

### SP 1950.
Čile je na Svjetskom prvenstvu u Brazilu 1950. vodio selektor Alberto Bucciardi, dok je kapetan reprezentacije bio vratar Sergio Livingstone. Nakon što je Čile u skupini 2 poražen od Španjolske i Engleske (obje utakmice s 2:0), posljednja utakmica i visoka pobjeda od 5:2 protiv SAD-a nisu bili dovoljni da se La Roja plasira dalje.

### SP 1962.
1962. godine Čile je postao treći južnoamerički domaćin Svjetskog prvenstva. Dvije godine ranije zemlju je potresao jak potres magnitude 9,5 po Richteru. Unatoč toj katastrofi, ipak je odlučeno da će se u Čileu održati Mundijal.
U prvoj utakmici domaćin je pobijedio Švicarsku rezultatom 3:1, dok je utakmica protiv Italije postala poznata kao "Bitka za Santiago". U toj antologijskoj utakmici Čile je pobijedio s 2:0.
Nakon pobjede nad SSSR-om koji je tada bio europski prvak, slijedila je polufinalna utakmica protiv Brazila. Na stadionu je čak 76.600 navijača pratilo utakmicu u kojoj je Brazil pobijedio 4:2 i plasirao se u finale. Čile je u play-offu pobijedio Jugoslaviju s 1:0 i osvojio treće mjesto na turniru.
Završetkom turnira reprezentativci su izjavili da su tokom svjetskog prvenstva radili određena praznovjerja za koja vjeruju da su im pomogla. Tako su prije utakmice sa Švicarskom jeli švicarski sir, prije utakmice s Italijom špagete, dok su prije polufinala s Brazilom pili kavu iako im to nije pomoglo da pobijede Carioce. To Svjetsko prvenstvo se smatra najuspješnijim u čileanskoj reprezentativnoj nogometnoj povijesti.

### SP 1966.
Svjetsko prvenstvo u Engleskoj 1966. bilo je četvrti čileanski nastup na Mundijalu i prvi na europskom kontinentu. Čile se na to prvenstvo plasirao putem kvalifikacijske play-off utakmice protiv Ekvadora. U utakmici igranoj 12. listopada 1965. u peruanskoj Limi, Čile je pobijedio Ekvador rezultatom 2:1.
La Roja je na prvenstvu izgubila od SSSR-a i Italije dok je jedan bod u skupini osvojila u remiju protiv Sjeverne Koreje (1:1).

### SP 1974.
Čile se kvalificirao na Svjetsko prvenstvo u Zapadnoj Njemačkoj 1974. nakon kontroverznog play-off doigravanja sa Sovjetskim Savezom. Budući da je SSSR odbio igrati uzvratnu utakmicu na stadionu Estadion Nacional u Santiagu, Čile se direktno kvalificirao na Svjetsko prvenstvo. Razlog zbog čega je sovjetska reprezentacija odbila igrati je bio taj da su se na spornom čileanskom stadionu Estadio Nacional odvijala masovna smaknuća ljudi za vrijeme vojne diktature generala Augusta Pinocheta. Budući da je FIFA odbila sovjetski zahtjev da se uzvrat odigra na neutralnom terenu, čileanski reprezentativci su se de facto kvalificirali u završnicu Mundijala.
Na prvoj utakmici turnira, Čile je poražen od domaćina s 1:0 u utakmici odigranoj u Berlinu, u kojoj je Paul Breitner postigao pogodak s velike udaljenosti. Čileanski napadač Carlos Caszely bio je isključen u drugom poluvremenu utakmice i time postao prvi igrač u povijesti Svjetskih prvenstava koji je dobio crveni karton.
Predvođeni izbornikom Luisom Alamosom, Čileanci su odigrali 1:1 s Istočnom Njemačkom te bez pogodaka protiv Australije, nakon čega se Čile "oprostio" od daljnjeg natjecanja.

### SP 1982.
U prvoj utakmici skupine odigranoj u Oviedu, Čile je izgubio od Austrije 1:0, dok je Carlos Caszely ubrzo nakon primljenog pogotka promašio jedanaesterac i priliku za izjednačenjem. Nakon toga, uslijedio je visoki poraz od Zapadne Njemačke (4:1) u utakmici odigranoj u Gijónu. U zadnjoj utakmici protiv Alžira, Čile je na poluvremenu gubio s 3:0, dok su u nastavku, Miguel Neira i Juan Carlos Letelier uspjeli smanjiti rezultat na 3:2.

### Diskvalifikacija i zabrana za SP 1990. i 1994.
Čile je u nogometnom svijetu stekao negativnu reputaciju u tzv. Roberto Rojas skandalu koji je u Čileu poznat kao Maracanazo. Tokom kvalifikacijske utakmice za Mundijal u Italiji 1990. (3. rujna 1989.) protiv Brazila u Rio de Janeiru, domaćin je vodio 1:0. Za La Roju je poraz značio i neplasman na sam Mundijal te je zbog toga u 67. minuti utakmice čileanski vratar Roberto Rojas sam sebe ozljedio udarivši se u čelo kako bi simulirao da je njegova ozljeda djelo bacanja baklji brazilskih navijača na teren Maracane. Nakon što je Rojas iznesen s terena, čileanski igrači i stručni stožer su se odbili vratiti na teren tvrdeći da uvjeti na njemu nisu sigurni, pa je utakmica prekinuta.
Stručnom analizom video snimke dokazano je da vatromet brazilskih navijača nije imao "kontakt" s čileanskim vratarom, pa je FIFA proglasila pobjedu Brazila s 2:0. Također, La Roja je diskvalificirana za kvalifikacijski ciklus za Mundijal u SAD-u 1994. godine a vratar Rojasu je doživotno suspendiran, ali odluka je amnestirana 2001. godine.

### SP 1998.
Nakon osmogodišnje zabrane kvalifikacija na Svjetsko nogometno prvenstvo, Čile se 1998. ponovo plasirao u samu završnicu Mundijala. Reprezentacija je ždrijebom uvrštena u skupinu B zajedno s Italijom, Kamerunom i Austrijom. Napadački dvojac čileanske reprezentacije činili su Marcelo Salas i Iván Zamorano od kojih se mnogo očekivalo.
U utakmici protiv Italije igranoj u Bordeauxu, Čile je odigrao 2:2. Oba pogotka za La Roju je postigao Marcelo Salas, dok su za Azzure golove postigli Christian Vieri i Roberto Baggio iz jedanaesterca.
U sljedeće dvije utakmice protiv Austrije i Kameruna, čileanska reprezentacija je odigrala 1:1. Saint-Étienne je bio domaćin susreta protiv Austrije, na kojem je Marcelo Salas postigao pogodak za vodstvo, dok su austrijski reprezentativci prosvjedovali da lopta nije prošla crtu (gol-aut). Rezultat je u posljednjoj minuti susreta izjednačio naturalizirani Hrvat Ivica Vastić spektakularnim golom s velike udaljenosti.
Pet dana kasnije odigrana je utakmica protiv Kameruna u Nantesu. Čile je poveo nakon slobodnog udarca kojeg je izveo José Luis Sierra, dok je za afričku momčad izjednačio Patrick Mboma.
Iako Čile nije ostvario niti jednu pobjedu u skupini, prošao je dalje zajedno s Italijom, najviše zbog "povoljnih" rezultata Austrije i Kameruna. Reprezentacija je u osmini finala igrala protiv Brazila na pariškom Parku prinčeva. Do poluvremena susreta Carioce su vodile 3:0 (dva pogotka Césara Sampaia i Ronalda). U nastavku susreta brazilski vratar Claudio Taffarel je obranio udarac Ivána Zamorana, ali je odbijenu loptu primio Marcelo Salas te postigao pogodak (svoj četvrti na prvenstvu). Ubrzo nakon toga Ronaldo je postigao novi gol, te je Brazil s 4:1 pobjedom prošao dalje u četvrtfinale.

### SP 2010.
Nakon što je Čile 10. listopada 2009. pobijedio Kolumbiju s 4:2, reprezentacija se nakon 12 godina ponovo plasirala na Svjetsko prvenstvo. Reprezentacija je u kvalifikacijskoj skupini ostvarila visoko drugo mjesto iza Brazila. Također, reprezentacija je imala i bolju gol-razliku od Paragvaja koji je kao i Čile imao isti broj bodova (33). Sam argentinski izbornik Marcelo Bielsa je produljio ugovor s Čileom do 2015. godine.
Uoči samog Svjetskog prvenstva čikaški rock sastav Manwomanchild je objavio pjesmu "Chile La Roja" kojom je podržao reprezentaciju uoči Mundijala.
Čileanska reprezentacija je ždrijebom svrstana u skupinu H zajedno sa Španjolskom, Švicarskom i Hondurasom. Prvom utakmicom i pobjedom protiv Hondurasa s 1:0, La Roja je nakon 1962. i osvajanja trećeg mjesta pobjedom protiv Jugoslavije ostvarila prvu pobjedu na Mundijalu nakon 48 godina. U drugoj utakmici igranoj u Port Elizabethu, istim rezultatom je poražena i Švicarska, a pogodak je u 75. minuti postigao Mark González. Iako je reprezentacija u trećoj utakmici protiv Španjolske poražena s 2:1, Čile se plasirao u osminu finala. Tamo je La Roja igrala s Brazilom koji ju je pobijedio s visokih 3:0.
U veljači 2011. Marcelo Bielsa je podnio ostavku na mjesto čileanskog izbornika. Trener, kojeg u domovini zbog burnog temperamenta zovu Loco, napustio je kormilo reprezentacije zbog razilaženja s vodstvom čileanskog saveza. Bielsa je svoju odluku objasnio riječima: "Želim se ispričati navijačima zbog sapunice u režiji vodećih ljudi Saveza koji su radili sve što je potrebno da bi me otjerali".
Krajem istog mjeseca čileanski nogometni savez je našao Bielsinu zamjenu u njegovom sunarodnjaku Claudiu Borghiju. S njime je potpisan ugovor vrijedan 1,5 milijuna USD koji ga veže do kraja kvalifikacija za SP 2014. u Brazilu a postoji i mogućnost njegova produljenja ako se Čile plasira na sam Mundijal.

## Sudjelovanja na OI

### OI 1928.
Na Olimpijskim igrama u Amsterdamu 1928. Čile se natjecao protiv Portugala, Meksika i domaćina – Nizozemske. U prvoj utakmici protiv Portugala reprezentacija je poražena s 4:2. Nakon tjedan dana Čile je pobijedio Meksiko s 3:1, dok je protiv Nizozemske odigrao 2:2 čime se reprezentacija oprostila od nastavka natjecanja.

### OI 1952.
Na svojim drugim Olimpijskim igrama u Helsinkiju, Čile je odigrao svega jednu utakmicu u kojoj je poražen protiv Egipta s 5:4.

### OI 1984.
Za razliku od prethodnjih Olimpijada, Čile je na OI u Los Angelesu uspio ući u četvrtfinale nogometnog turnira. Nakon susreta bez pogodaka protiv Norveške koji je odigran na harvardskom stadionu u Bostonu, Čile je odigrao dvije utakmice u Annapolisu. Uz 1:0 pobjedu protiv Katra i 1:1 remi protiv Francuske, La Roja se plasirala u četvrtfinale. Tamo je poražena od Italije s 1:0.

### OI 2000.
Na Olimpijadi u Sydneyju, Čile je ostvario najveći uspjeh u svojoj olimpijskoj povijesti – brončanu medalju. Sjajnu mladu reprezentaciju je predvodio iskusni Iván Zamorano.
Čile je smješten u skupinu B gdje je ostvario dvije pobjede protiv Maroka (4:1) i Španjolske (3:1) te poraz od Južne Koreje (0:1). U četvrtfinalu je poražena Nigerija s visokih 4:1 te se reprezentacija plasirala u polufinale. Tamo su poraženi od kasnijeg olimpijskog pobjednika Kameruna (0:1), dok je u utakmici za broncu pobijeđen SAD s 2:0.

## Copa América
Iako je Čile bila jedna od prvih zemalja predvodnica koje su osnovale CONMEBOL i Copu Américu, reprezentacija je tek 2015. prvi put osvojila to kontinentalno prvenstvo. Nikad ga nisu osvojili Venezuela i Ekvador. Međutim, Čile je bio prva reprezentacija u povijesti Cope Américe koja je postigla pogodak iz udarca iz kuta (12. listopada 1926. protiv Bolivije).
La Roja je dosad bila četiri puta srebrna (1955., 1956., 1979. i 1987.) te pet puta brončana (1926., 1941., 1945., 1967. i 1991.).
Prvi se je put plasirala u završnicu 2015. godine, kad je bila domaćin natjecanja i uresila se naslovom. Čile je osvojio i drugi uzastopni naslov, na zajedničkom natjecanju momčadi CONMEBOL-a i CONCACAF-a poznatom pod imenom Copa América Centenario, održanom u SAD-u 2016. godine u čast stogodišnjice osnutka Copa Américe.

## Panameričke igre
Čile je na Panameričkim igrama osvojio jedno srebro (1987.) te dvije bronce (1951. i 1963.).

## Čileanski reprezentativci

#### Širi popis
| #         | Pozicija       | Ime                   | Datum rođenja       | Klub                 |
| --------- | -------------- | --------------------- | ------------------- | -------------------- |
|           | vratar         | Paulo Garcés          | 2. kolovoza 1984.   | Universidad Católica |
|           | vratar         | Raúl Olivares         | 17. travnja 1988.   | Colo-Colo            |
|           | vratar         | Claudio Bravo         | 13. travnja 1983.   | Real Sociedad        |
|           | vratar         | Luis Marín            | 18. svibnja 1983.   | O'Higgins            |
|           | vratar         | Claudio Santis        | 16. listopada 1992. | Universidad Católica |
|           | vratar         | Miguel Pinto          | 4. srpnja 1983.     | Atlas                |
|           | vratar         | Juan Abarca           | 7. prosinca 1988.   | Universidad de Chile |
|           | branič         | Lucas Domínguez       | 27. listopada 1989. | Audax Italiano       |
|           | branič         | Luis Pedro Figueroa   | 14. svibnja 1983.   | Unión Española       |
|           | branič         | Paulo Magalhaes       | 14. prosinca 1989.  | Colo-Colo            |
|           | branič         | Eugenio Mena          | 18. srpnja 1988.    | Universidad de Chile |
|           | branič         | Sebastián Toro        | 2. veljače 1990.    | Colo-Colo            |
|           | branič         | Mauricio Isla         | 12. lipnja 1988.    | Juventus             |
|           | branič         | Gonzalo Jara          | 29. kolovoza 1985.  | WBA                  |
|           | branič         | Gary Medel            | 3. kolovoza 1987.   | Sevilla              |
|           | branič         | Waldo Ponce           | 4. prosinca 1982.   | Cruz Azul            |
|           | branič         | Arturo Vidal          | 22. svibnja 1987.   | Bayer Leverkusen     |
|           | branič         | Roberto Cereceda      | 10. listopada 1984. | Colo-Colo            |
|           | Branič         | Osvaldo González      | 10. kolovoza 1984.  | Toluca               |
|           | branič         | Hans Martínez         | 4. siječnja 1987.   | Universidad Católica |
|           | branič         | Carlos Labrín         | 2. rujna 1990.      | Huachipato           |
|           | branič         | Pablo Contreras       | 11. rujna 1978.     | PAOK Solun           |
|           | branič         | Ismael Fuentes        | 4. kolovoza 1981.   | Jaguares             |
|           | branič         | José Martínez         | 7. prosinca 1988.   | Club Deportivo       |
|           | branič         | Rafael Caroca         | 19. srpnja 1989.    | La Serena            |
|           | vezni          | Felipe Gutiérrez      | 8. listopada 1990.  | Club Deportivo       |
|           | vezni          | Fernando Meneses      | 27. rujna 1985.     | Club Deportivo       |
|           | vezni          | Francisco Silva       | 11. veljače 1986.   | Club Deportivo       |
|           | vezni          | Felipe Seymour        | 23. srpnja 1987.    | Genoa                |
|           | vezni          | Carlos Carmona        | 21. veljače 1987.   | Atalanta Bergamo     |
|           | vezni          | Marco Estrada         | 28. svibnja 1983.   | Montpellier          |
|           | vezni          | Bryan Rabello         | 16. svibnja 1994.   | Sevilla              |
|           | vezni          | Rodrigo Millar        | 3. studenog 1981.   | Colo-Colo            |
|           | vezni          | Bryan Carrasco        | 31. siječnja 1991.  | Dinamo Zagreb        |
|           | vezni          | José Pedro Fuenzalida | 22. veljače 1985.   | Colo-Colo            |
|           | vezni          | Matías Campos Toro    | 22. lipnja 1989.    | Siena                |
|           | vezni          | Charles Aránguiz      | 17. travnja 1989.   | Universidad de Chile |
|           | vezni          | Rodrigo Tello         | 14. listopada 1979. | Eskişehirspor        |
|           | vezni          | Matías Fernández      | 15. svibnja 1986.   | Fiorentina           |
|           | vezni          | Gonzalo Fierro        | 21. ožujka 1983.    | Flamengo             |
|           | vezni          | Jorge Valdivia        | 19. listopada 1983. | Palmeiras            |
|           | vezni          | Luis Casanova         | 1. srpnja 1992.     | O'Higgins            |
|           | vezni          | Mirnes Šišić          | 2. lipnja 1984.     | U.D. Leiria          |
|           | vezni          | Juan Carlos Espinoza  | 5. srpnja 1991.     | Huachipato           |
|           | vezni          | Edson Puch            | 9. travnja 1986.    | Deportes Iquique     |
|           | napadač        | Esteban Paredes       | 1. kolovoza 1980.   | Colo-Colo            |
|           | Napadač        | Jean Beausejour       | 1. lipnja 1984.     | Wigan Athletic       |
|           | napadač        | Mark González         | 10. srpnja 1984.    | CSKA Moskva          |
|           | napadač        | Junior Fernandes      | 4. listopada 1988.  | Bayer Leverkusen     |
|           | napadač        | Alexis Sánchez        | 19. prosinca 1988.  | FC Barcelona         |
|           | napadač        | Humberto Suazo        | 10. svibnja 1981.   | Monterrey            |
|           | napadač        | Héctor Mancilla       | 12. studenog 1980.  | Tigres               |
|           | napadač        | Emilio Hernández      | 14. rujna 1984.     | Argentinos Juniors   |
|           | napadač        | Eduardo Vargas        | 20. studenog 1989.  | Napoli               |
|           | napadač        | Mauricio Pinilla      | 4. veljače 1984.    | Cagliari             |
|           | napadač        | Carlos Ross           | 10. svibnja 1987.   | Coquimbo Unido       |
|           | napadač        | Bernardo Campos       | 7. travnja 1988.    | Puerto Montt         |
|           | napadač        | Francisco Franco      | 9. travnja 1990.    | Universidad de Chile |
|           | napadač        | Jaime Valdés          | 11. siječnja 1981.  | Sporting Lisabon     |
|           | napadač        | Kevin Harbottle       | 8. lipnja 1990.     | Unión Española       |
|           | napadač        | Francisco Pizarro     | 10. svibnja 1989.   | Universidad Católica |
|           | napadač        | Ángelo Henríquez      | 17. listopada 1994. | Manchester United    |
| izbornik: | Claudio Borghi |                       |                     |                      |

## Statistika

### Najviše nastupa
| #  | Ime igrača           | Reprezentativna karijera | Br. nastupa | Br. golova |
| -- | -------------------- | ------------------------ | ----------- | ---------- |
| 1  | Leonel Sanchez       | 1955. – 1968.            | 85          | 24         |
| 2  | Nelson Tapia         | 1994. – 2005.            | 74          | 0          |
| 3  | Marcelo Salas        | 1994. – 2007.            | 70          | 37         |
| 3  | Alberto Fouilloux    | 1960. – 1972.            | 70          | 12         |
| 5  | Iván Zamorano        | 1987. – 2001.            | 69          | 34         |
| 5  | Fabián Estay         | 1990. – 2001.            | 69          | 5          |
| 7  | Pablo Contreras      | 1999. – danas            | 67          | 2          |
| 8  | Claudio Bravo        | 2004. – danas            | 66          | 0          |
| 9  | Javier Margas        | 1990. – 2000.            | 63          | 6          |
| 10 | Miguel Ramírez       | 1991. – 2003.            | 62          | 1          |
| 11 | Clarence Acuña       | 1995. – 2004.            | 61          | 3          |
| 12 | Humberto Suazo       | 2005. – danas            | 59          | 21         |
| 13 | Juan Carlos Letelier | 1979. – 1989.            | 56          | 18         |
| 14 | Pedro Reyes          | 1994. – 2001.            | 54          | 4          |
| 14 | José Luis Sierra     | 1991. – 2000.            | 54          | 8          |
| 14 | Gonzalo Jara         | 1991. – 2000.            | 54          | 8          |
| 17 | Jaime Pizarro        | 1986. – 1993.            | 53          | 3          |
| 17 | Matías Fernández     | 1999. – danas            | 53          | 14         |
| 19 | Sergio Livingstone   | 1941. – 1954.            | 52          | 0          |
| 19 | Alexis Sánchez       | 2006. – danas            | 52          | 14         |

### Najviše golova
| #  | Ime igrača           | Reprezentativna karijera | Br. golova | Br. nastupa | Golova po utak. |
| -- | -------------------- | ------------------------ | ---------- | ----------- | --------------- |
| 1  | Marcelo Salas        | 1994. – 2007.            | 37         | 71          | 0,52            |
| 2  | Ivan Zamorano        | 1987. – 2001.            | 34         | 69          | 0,49            |
| 3  | Carlos Caszely       | 1969. – 1985.            | 29         | 49          | 0,59            |
| 4  | Leonel Sanchez       | 1955. – 1968.            | 24         | 85          | 0,27            |
| 5  | Eduardo Vargas       | 2009. – danas            | 22         | 47          | 0,47            |
| 6  | Jorge Aravena        | 1983. – 1989.            | 22         | 36          | 0,61            |
| 7  | Humberto Suazo       | 2005. – danas            | 21         | 59          | 0,36            |
| 8  | Carlos Campos        | 1960. – 1967.            | 18         | 42          | 0,43            |
| 9  | Juan Carlos Letelier | 1979. – 1989.            | 18         | 56          | 0,32            |
| 10 | Enrique Hormazabal   | 1950. – 1963.            | 17         | 43          | 0,40            |
| 11 | Alexis Sánchez       | 2006. – danas            | 14         | 52          | 0,27            |
| 12 | Pedro Araya          | 1964. – 1971.            | 14         | 53          | 0,26            |
| 13 | Matías Fernández     | 2005. – danas            | 14         | 53          | 0,26            |
| 14 | Alberto Fouilloux    | 1960. – 1972.            | 12         | 70          | 0,17            |
| 15 | Raul Toro Julio      | 1936. – 1941.            | 12         | 13          | 0,92            |
| 16 | Hugo Eduardo Rubio   | 1983. – 1991.            | 12         | 36          | 0,33            |
| 17 | Julio Crisosto       | 1971. – 1977.            | 11         | 27          | 0,41            |
| 18 | Rubén Marcos         | 1963. – 1969.            | 10         | 43          | 0,23            |
| 19 | Reinaldo Navia       | 1999. – 2007.            | 10         | 40          | 0,40            |
| 20 | Guillermo Subiabre   | 1926. – 1930.            | 10         | 10          | 1               |
| 21 | Atilio Cremaschi     | 1945. – 1954.            | 10         | 29          | 0,29            |
| 22 | René Meléndez        | 1950. – 1960.            | 10         | 40          | 0,40            |
| 23 | Jaime Ramírez Banda  | 1954. – 1966.            | 10         | 46          | 0,22            |

## Popis izbornika
| - Carlos Fanta (1916.) - Julián Bertola (1917.) - Hector Parra (1918. – 1919.) - Juan Carlos Bertone (1920. – 1922.) - Carlos Acuña (1924.) - José Rosetti (1926.) - Frank Powell (1928) - György Orth (1930.) - Pedro Mazullo (1936. – 1939.) - Maximum Garay (1941.) - Franz Platko (1941. – 1945.) - Luis Tirado (1946. – 1956) - José Salerno (1956. – 1957.) - Ladislav Pakozdi (1957.) - Fernando Riera (1958. – 1962.) - Francisco Hormazábal (1962. – 1965.) |  | - Luis Alamos (1965. – 1966.) - Alejandro Scopelli (1966. – 1967.) - Salvador Nocetti (1968. – 1969.) - Francisco Hormazábal (1970.) - Fernando Riera (1970.) - Luis Vera (1971.) - Raúl Pino (1971. – 1972.) - Rudi Gutendorf (1972.) - Luis Alamos (1973. – 1974.) - Pedro Morales (1974. – 1975.) - Caupolicán Peña (1976. – 1977.) - Luis Santibanez (1977. – 1982.) - Luis Ibarra (1983.) - Isaac Carrasco (1984.) - Vicente Cantatore (1984.) - Pedro Morales (1985.) |  | - Luis Ibarra (1986.) - Orlando Aravena (1987.) - Manuel Rodríguez (1987.) - Orlando Aravena (1988. – 1989.) - Arturo Salah (1990. – 1993.) - Nelson Acosta (1993.) - Mirko Jozić (1994.) - Xabier Azkargorta (1995.) - Nelson Acosta (1996. – 2000.) - Pedro García (2001.) - Jorge Garcés (2001.) - César Vaccia (2002.) - Juvenal Olmos (2003. – 2005.) - Nelson Acosta (2005. – 2007.) - Marcelo Bielsa (2007. – 2011.) - Claudio Borghi (2011. – 2012.) - Jorge Sampaoli (2012. – 2016.) - Juan Antonio Pizzi (2016. – 2017.) - Reinaldo Rueda (2018. – 2020.) - Martín Lasarte (2021. – ) |

## Stadion
Čileanska nogometna reprezentacija svoje domaće utakmice igra u Santiagu na stadionu Estadio Nacional de Chile u gradskoj četvrti Ñuñoa. Izgradnja tog stadiona je započela u veljači 1937. a otvoren je 3. prosinca 1938. Službeni max. kapacitet gledatelja je 62.000 iako na mnogim važnim utakmicama na njega može stati 75.000 gledatelja. Primjer toga je polufinalna utakmica Svjetskog prvenstva 1962. između Čilea i Brazila gdje je čak 76.000 ljudi došlo pogledati tu utakmicu. Najveći broj gledatelja na ovom stadionu bio je 26. prosinca 1962. tokom prvenstvene utakmice između Universidad Católica i Universidad de Chilea.
Najpoznatije utakmice koje su se odigrale na ovom stadionu bila su finala Mundijala 1962., Cope Américe i Svjetskog juniorskog prvenstva 1987. Zanimljivo je spomenuti da je mladu jugoslavensku reprezentaciju u finalu svjetskog juniorskog prvenstva vodio Mirko Jozić koji je kasnije postao trenerom čileanske reprezentacije i kluba Colo-Colo.

## Reprezentativni dresovi
Boje dresova reprezentacija su dosad imale tri promjene. Prva garnitura dresova koja se koristila od 1910. do 1941. sačinjavala se od bijelih majica te plavih hlača i čarapa. Od 1941. počela se koristiti garnitura od crvenih majica, bijelih hlača i plavih čarapa. Ta postava se koristila svega šest godina te od 1947. pa do danas čileanski reprezentativci nose crvene majice, plave hlače i bijele čarape. Rezervna garnitura se sastoji od bijelih majica i hlača te plavih čarapa.
Isprva je dobavljač dresova za reprezentaciju i suce te nogometnih lopti bila tvrtka Brooks Sports. U kolovozu 2010. je potpisan ugovor s njemačkom Pumom prema kojem će ta tvrtka postati novi dobavljač reprezentativnih dresova. Na temelju ugovora, Čile će nositi Pumine dresove od 2011. do 2015. a tvrtka će im kao sponzor plaćati po 3 milijuna USD po godini sponzorstva.

## Sponzori
| Godina | Sponzor            | Napomena                                                  |
| ------ | ------------------ | --------------------------------------------------------- |
| 1962.  | Coca-Cola          | postala sponzor početkom Svj. prvenstva 1962. u Čileu.    |
| 2019.  | Claro              |                                                           |
| 2007.  | Homecenter Sodimac |                                                           |
| 2018.  | Santander          |                                                           |
| 2007.  | Cerveza Cristal    |                                                           |
| 2018.  | Chilevisión        | TV kuća službeno prenosi utakmice reprezentacije od 2018. |
| 2021.  | Adidas             | službeni dobavljač dresova od siječnja 2021.              |
| 2018.  | Arauco             |                                                           |

## Vanjske poveznice
- Službena web stranica čileanskog nogometnog saveza
- RSSSF.com – arhiva rezultata reprezentacije od 1910. do 2003.
- RSSSF.com – arhiva reprezentativaca s najviše nastupa i pogodaka za Čile
- Arhiva rezultata sa Svjetskih nogometnih prvenstava
- Arhiva reprezentacija sa svjetskih nogometnih prvenstava
- Arhiva rezultata kvalifikacija za svjetska nogometna prvenstva
- El Almanaque de Futbol de la Red  Arhivirana inačica izvorne stranice od 7. lipnja 2017. (Wayback Machine)